# 香头坟
香头坟，位于中国广东省江门台山市台城镇西湖村委会黄牛拉车山上，为南宋义士伍隆起的坟墓，是一座南宋时期墓葬。伍隆起是台山市大江镇斗洞人。南宋祥兴元年（1278年），元兵侵宋，他组织义军抗元，不幸被内奸谢文子杀害。后张世杰将其安葬于文迳口山。1989年，列为台山县文物保护单位，现为台山市文物保护单位。